# Горско езеро
Горско езеро (на английски: Lake of the Woods) е 6-о по големина езеро в провинция Онтарио. Площта му, заедно с островите в него е 4349 км2, като канадската площ е 3149 км2, която му отрежда 16-о място сред езерата на Канада. Надморската височина на водата е 323 м.
Езерото се намирана запад от Горно езеро, в най-югозападната част на провинция Онтарио и малка част в провинция Манитоба, а южната (1200 км2) в щата Минесота (САЩ). Горско езеро има дължина от север на юг 109 км и максималната му ширина е 95 км. В езерото се вливат множество реки (най-голяма Рейни), но изтича само една – река Уинипег, която се влива от юг в езерото Уинипег. Горско езеро има най-силно разчленената брегова линия (заедно с островите в него) от езерата на Канада с дължина 105 хил. km, с множество заливи (Мъскет, Бъфало, Литъл Траверс, Северозападен Ейнджъл и др.), полуострови (п-ов Aulneau Peninsula – 32/16 км) и 14 552 острова (Биг Айлънд, Бигсби, Фалкон и др.) с обща площ над 750 km2. Максимална му дълбочина – 64 м. Южните брегове на езерото са ниски, равни и пясъчни, а северните скалисти и стръмни с хиляди заливи, острови, протоци и полуострови. Водното ниво се намира на 323 м н.в., като средногодишното му колебание от 321,87 до 323,47 м. Горско езеро е реликтов остатък от бившото огромно езеро Агасис. По брега на езерото са разположени сравнително малко на брой населени места – Кенора, Морсън (Канада) и Уоръд (САЩ)
Езерото е открито от френския трапер Жак дьо Нойон през пролетта на 1689 г., когато с група индианци от Горно езеро се спуска по река Рейни и пръв достига до езерото.
В периода 1898 – 1925 в северната част на езерото при изтичането на река Уинипег са построени две преградни стени, в основа на които има два ВЕЦ-а, произвеждащи 24 MW електроенергия.